# Magnum Concilium
No Reino da Inglaterra, o Magnum Concilium, ou Grande Conselho, é uma assembléia historicamente convocada em certas épocas do ano, quando os líderes da igreja e ricos proprietários de terras eram convidados para discutir os assuntos do país com o Rei.
Foi estabelecido no reinado dos normandos. Nos tempos antigos, o rei chamava o Grande Conselho e a Corte do Rei (Curia Regis), conselheiros semiprofissionais que ficavam para trás até que o trabalho fosse concluído. O Grande Conselho transformou-se em Parlamento (concilium regis in parliamento) e, especialmente à medida que se dividiu em Câmara dos Lordes e Câmara dos Comuns, assumiu assim a participação da nobreza.
Na época dos Plantagenetas, o Magnum Concilium era uma reunião desses aristocratas, que aconselhava o rei quando não havia problema que exigisse ouvir os comuns.
De acordo com The Oxford History of England, Henrique VII convocou o Magnum Concilium meia dúzia de vezes nos últimos anos do século XV, mas depois disso caiu em desuso. No outono de 1640, Carlos I convocou o primeiro Magnum Concilium em gerações, tendo dissolvido o Parlamento Curto e sofrido derrotas nas Guerras dos Bispos contra a Escócia. O Concilium ofereceu a Carlos um empréstimo garantido de £ 200.000 libras esterlinas para pagar o exército e tentou sem sucesso negociar com os escoceses, mas recusou-se a retomar seu antigo papel de governo e pediu a Carlos que convocasse um novo Parlamento. Desde então, o Concilium não se reuniu.

Em 2008, Christopher Russell Bailey, 5º Barão Glanusk, sugeriu que havia chegado o momento de uma revocação do Magnum Concilium, uma vez que os pares hereditários haviam perdido seu direito de sentar na Câmara dos Lordes sob a Lei da Câmara dos Lordes de 1999.